# SLMM

Mk67機雷概要図　1.Mk13機雷弾頭、2.蓄電池、3.後部胴体、4.尾部、5.補助制御装置、6.誘導システム、7.回転数変更装置

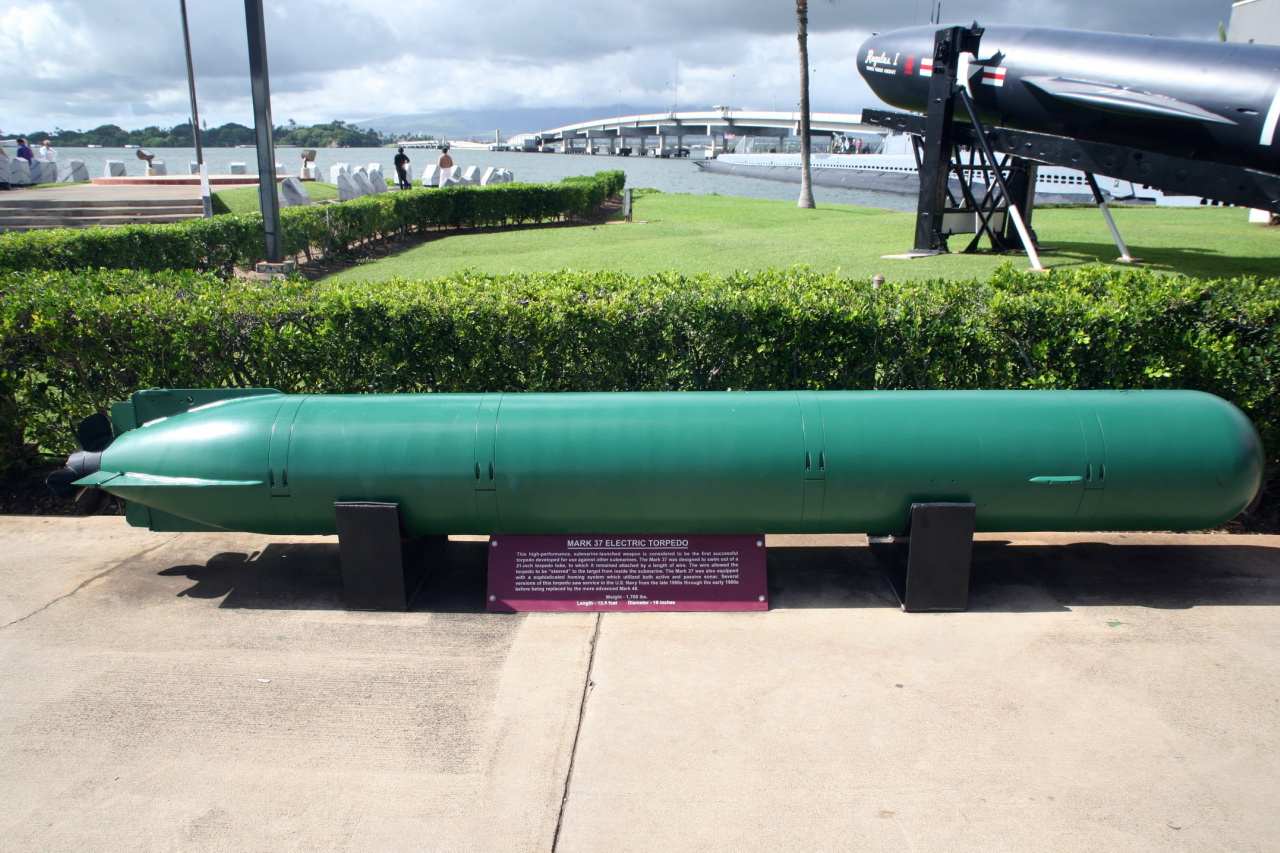
原型のMk37魚雷

SLMMはアメリカ海軍が開発した機雷。Submarine-Launched Mobile Mine （他にSubmarine-Laid Mobile Mine 、Submarine Launched Magnetic Mine 、潜水艦発射型自走機雷）の略で潜水艦より発射され、自走した後に着底して沈底機雷となる。正式名称はMk67。
後継のISLMM（Improved Submarine-Launched Mobile Mine、改善潜水艦発射型自走機雷）であるMk76についても説明する。
1967年に開発が始まったSLMNは敷設艦艇・航空機が侵入しにくい海域や隠密裡に敷設することが必要な状況で、浅深度（約100メートル以下）において8.5海里圏内へ機雷を敷設することを求められていた。その結果、1983年に制式化されたMk67は潜水艦より発射する自走機雷とすることで要求を満たすことに成功している。攻撃目標は水上艦・潜水艦で沈底機雷として作動する。
Mk67はMk37長魚雷Mod2を基とし、そこにMk13機雷弾頭、聴音機器区間の前を占める補助制御装置、そしてMk37の誘導システムを構成する電子機器にいくつかの変更を加えたもので構成されている。Mk37にあった有線誘導機構は取り除かれているが、尾部は調整が容易なのでそのまま用いている。1992年から93年にかけて旧式化した電子機器の更新が行われている。
Mk67は今日の沿岸戦闘任務には射程と精度の面で不十分と認識されており、後継としてMk48長魚雷を用いたのがISLMNである。特徴として二重弾頭化とロサンゼルス級原子力潜水艦の火器管制装置による機雷敷設能力の向上、またSLMMより複雑な自走経路の設定や長射程、機雷敷設面数の拡大がある。
要目（Mk67）
- 重量…1658ポンド（754キログラム）
- 全長…161インチ（409センチメートル）
- 直径…19インチ（48.5センチメートル）
- 感応型式…磁気感応型、磁気・振動感応型、振動感応型、水圧感応型
- 敷設深度…600フィート（183メートル）
- 炸薬量…330ポンド（150キログラム）高性能炸薬

## 参考資料
- Jane's
- FAS
- 『Oceanography and mine warfare』 第2000巻、第1部